# Skinners Pond
Skinners Pond est une communauté non incorporée dans le canton du lot 1 dans le comté de Prince sur l'Île-du-Prince-Édouard, au Canada, près de l'extrémité nord-ouest de la province, au nord-ouest de Tignish.
Les industries primaires pour la région est l'agriculture et la pêche.
Skinners Pond a son nom d'un petit lac avec le même nom.  Originairement, son nom était Skinner Pond, mais il fut changé à Skinners Pond en 1966; notez qu'il n'y a pas d'apostrophe dans le nom.
Un nombre exact de la population de Skinners Pond est non disponible car sa population est fusionnée dans le canton du Lot 1 (population de 2001: 1,900).
Skinners Pond est mieux connu comme le domicile d'enfance du musicien canadien Stompin' Tom Connors, qui fut adopté et élevé par une famille dans une ferme locale.